# IC 4453
IC 4453 ist eine linsenförmige Galaxie vom Hubble-Typ SB0 im Sternbild Zentaur. Sie ist rund 156 Millionen Lichtjahre von der Milchstraße entfernt.
Entdeckt wurde das Objekt am 22. Februar 1898 von Lewis Swift.